# Амиен СК
„Амиен Спортинг Клуб“ (на френски: Amiens Sporting Club Football), известен още като Амиен СК или просто Амиен е френски футболен клуб от едноименния град, състезава се в първата по сила дивизия на Франция. Клубът е основан на 6 октомври 1901 г., домакинските си мачове играе на арена „Стад де ла Ликон“, с капацитет 12 097 зрители. За първи път играе в Лига 1 от сезон 2017/18.
Амиен никога не е печелил купа.

## Предишни имена
| Години      | Име                                       |
| ----------- | ----------------------------------------- |
| 1901 – 1961 | „Амиен Атлетик Клуб“ Amiens Athlétic Club |
| от 1961     | „Амиен СК“ Amiens Sporting Club           |

## Успехи
- Лига 1:
  - 13-о място (1): 2017/18
- Купа на Франция:
  -  Финалист (1): 2001
- Дивизия Насионал: (3 лига)
  -  Шампион (1): 1978
- Дивизион д'Оньор (Нор): (4 лига)
  -  Шампион (4): 1924, 1927, 1957, 1963
- Дивизион д'Оньор (Пикарди): (4 лига)
  -  Шампион (2): 1920, 1921
- USFSA League (Picardie): (4 лига)
  -  Шампион (11): 1903, 1904, 1905, 1906, 1908, 1909, 1910, 1911, 1912, 1913, 1914

## Известни играчи и възпитаници
- Фуед Кадир
- Реда Джонсън
- Тити Камара
- Оскар Еволо
- Муса Соу
- Ернест Либерати
- Пол Никола
- Рафик Саифи

## Известни треньори
- Андре Грийон
- Клод Льо Руа
- Жул Лимбек